# Akousma

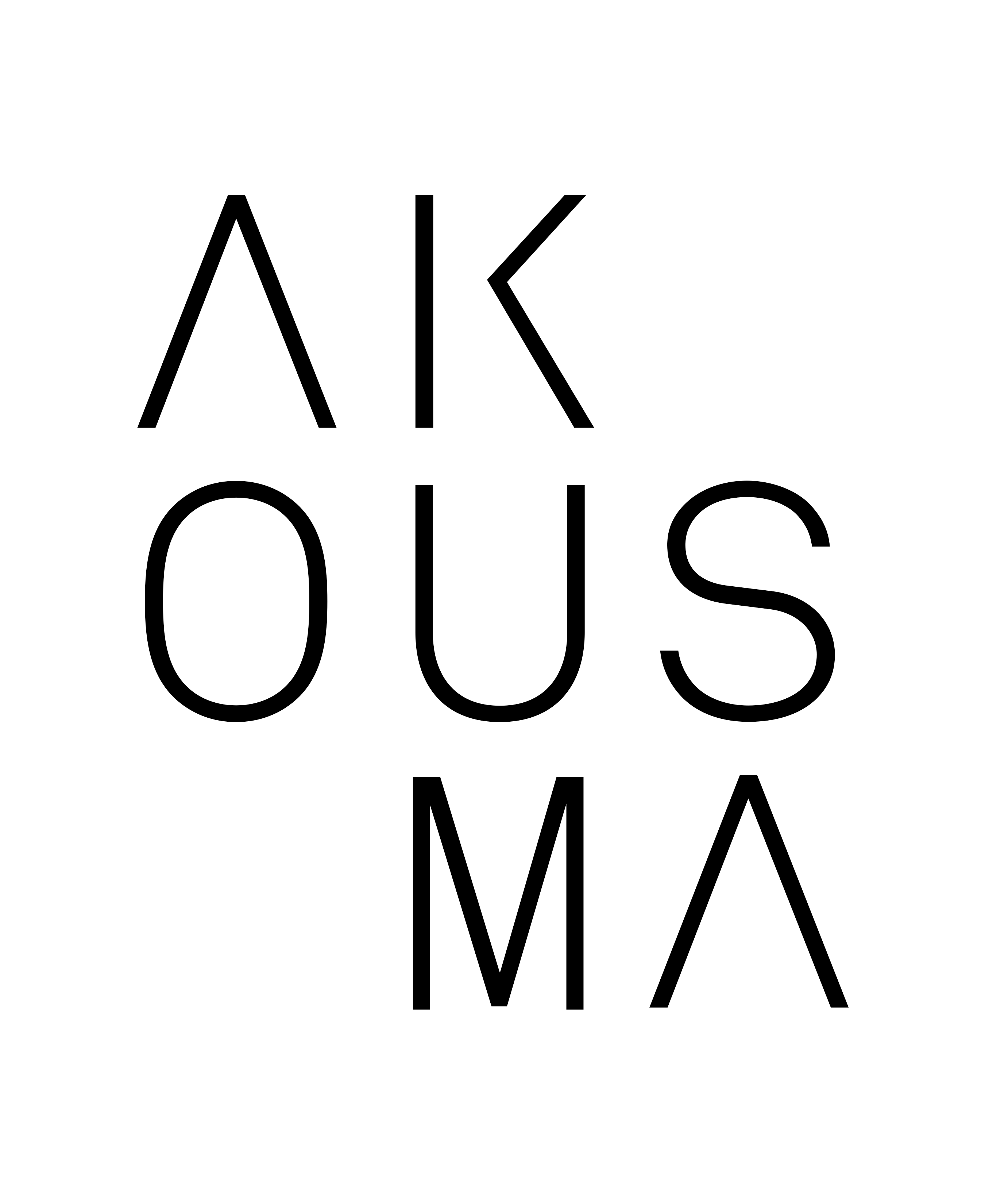
Logo d'Akousma.

Akousma (autrefois appelé Réseaux des arts médiatiques) est une société de diffusion fondée à Montréal en 1991 par les compositeurs Jean-François Denis, Gilles Gobeil et Robert Normandeau. Akousma se spécialise en musique électroacoustique. En plus de la série de concerts Électrochoc, codiffusée avec le Conservatoire de musique de Montréal, et d’autres concerts hors-série, l’organisme produit chaque année depuis 2005 le festival Akousma, qui se consacre aux musiques numériques immersives.

## Mission
Akousma a pour mission de diffuser les œuvres de compositeurs et compositrices de musique électroacoustique sous toutes les formes : acousmatique, mixte, en direct, multimédia, etc. Afin de réaliser sa mission, Akousma a créé des partenariats avec des organismes du milieu comme le Conservatoire de musique de Montréal, le Centre interdisciplinaire de recherche en musique, médias et technologie (CIRMMT), Le Vivier, la SMCQ, le Nouvel Ensemble Moderne, et le festival Mutek, entre autres. Akousma est membre de la Communauté électroacoustique canadienne (CEC).

## Historique
La société Réseaux des arts médiatiques (Réseaux) est fondée en 1991 et présente son premier concert, entièrement consacré à Francis Dhomont, le 2 novembre 1991, à La Chapelle historique du Bon-Pasteur. En 1992, l'organisme offre neuf représentations du concert de création de la suite Tangram, de Robert Normandeau, au Planétarium de Montréal, et participe à l'inauguration de la 5e salle de la Place des arts. Après un hiatus de trois ans, Réseaux est de retour en 1996 pour présenter deux programmes intitulés L'orchestre de haut-parleurs I et II dans le cadre de l'événement Musiques-échange Québec-Belgique, organisé par la société Codes d'accès sous la direction artistique du compositeur André Hamel. L'année suivante, l'organisme présente sa première véritable saison avec les deux premières éditions de sa série de concerts Rien à voir.
En 2003, Réseaux inaugure une nouvelle forme de concerts, les « iConcerts », qui présentent en webdiffusion des programmes consacrés aux œuvres commandées par la société au cours de son histoire. Une douzaine de « iConcerts » sont présentés entre 2003 et 2009.
C'est en 2004 que se tient la 15e et dernière édition de la série de concerts « Rien à voir ». L'année suivante nait le festival Akousma avec un concert inaugural donné au Studio Hydro-Québec du Monument-National à Montréal le 20 janvier 2005. Ce premier concert présente les œuvres lauréates du Concours des jeunes compositeurs de la Fondation SOCAN. C'est le lauréat du Prix Hugh-Le Caine, Nicolas Bernier, qui ouvre le concert ; il acceptera en 2008 de prendre en charge la direction artistique de Réseaux.
En 2011, le compositeur Louis Dufort prend la relève à la direction artistique et il y imprime sa marque depuis la 8e édition du festival Akousma. En 2020, Réseaux des arts médiatiques prend le nom de son festival : Akousma. Pour marquer la clôture de sa 18e édition en 2022 (l'édition de 2020, qui devait être la 17e, a été reportée à 2021 en raison de la pandémie de COVID-19), Akousma présente la première édition du Concours international de musique multipiste immersive de Montréal : AKOUSMAtique. À cette occasion, le compositeur John Young a remporté le Prix Francis-Dhomont, tandis que le Prix Micheline-Coulombe-Saint-Marcoux était remis à Nicola Giannini.